# Tapajosa doeringi
Tapajosa doeringi är en insektsart som först beskrevs av Berg 1879.  Tapajosa doeringi ingår i släktet Tapajosa och familjen dvärgstritar. Inga underarter finns listade i Catalogue of Life.